# Cratere Dena
Dena  è un cratere sulla superficie di Venere.